# Cabo Tres Puntas (África)
El cabo Tres Puntas (del inglés: Cape Three Points) es una pequeña península localizada frente al océano Atlántico en la región Occidental de Ghana, en África Occidental.
Situado cerca de las ciudades de Dixcove y Princes Town, constituye el punto más meridional de Ghana. Toma su nombre del hecho de que dos rocas del cabo se proyectan hacia el mar en ambos lados del pico principal, formando así tres puntas. El cabo Tres Puntas se conoce como «la tierra más cercana a ninguna parte» ("land nearest nowhere"), porque es la tierra más cercana a una ubicación en el mar que está a 0º de latitud, 0º de longitud y 0 de altura (la distancia es de unos 570 km).
Tiene un faro, construido en 1875 por los británicos que ahora está en ruinas. Un segundo faro fue reconstruido en 1921, para facilitar la navegación de los buques comerciales a través del golfo de Guinea.
El cabo es famoso por la belleza singular de su ubicación y también con una fuente de agua dulce que se encuentra a unos 200 metros de la playa, un fenómeno raro. Así, los buques podrían hacer fácilmente nuevas fuentes de agua potable. Por esta razón, todos los mapas antiguos de la costa africana se menciona el cabo Tres Puntas. Las rocas que rodean la fuente son aún vestigios de antiguas inscripciones que mencionan nombres y fechas: una de las más visibles es 1781.

## Historia
Se cree que los primeros europeos en navegar frente al cabo fueron los navegantes portugueses João de Santarém y Pedro Escobar que en 1471 habrían cruzado el Ecuador y descubierto el hemisferio sur, iniciando la navegación guiados por la Cruz del Sur. Encontraron la costa de la Mina (golfo de Guinea) y llegaron hasta el delta del Níger.